# Saga
För andra betydelser, se Saga (olika betydelser).

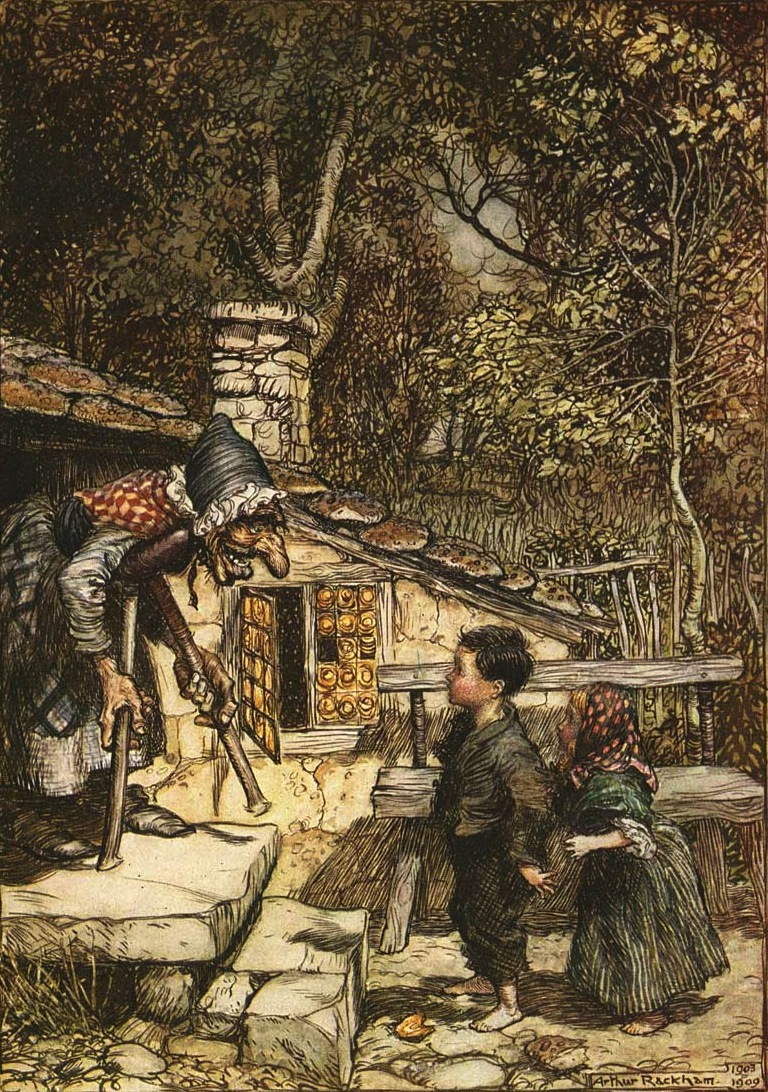
Hans och Greta möter häxan.

Saga (efter det germanska verbet motsvarande svenskans säga; 'något sagt', 'utsaga') är en litterär genre. En saga är en fantastisk berättelse som oftast börjar med "Det var en gång". Den är vanligen berättad för barn och har ofta övernaturliga inslag som magi, talande djur, förtrollade skatter och mytologiska väsen. Ofta handlar de om moral och har en slående sensmoral. Prinsar och prinsessor är vanliga, men även fattiga bondpojkar och -flickor, vilka i sagan får en chans att bevisa sin duglighet för de kungliga i ett samhälle med medeltida drag. I vidare begrepp kan man också kalla all barnlitteratur för saga.[källa behövs] När barnsagor imiterar den traditionella muntliga sagans form kan den också kallas konstsaga.

## Beskrivning och bakgrund
Många av de mest kända sagorna, som Askungen, Törnrosa, Rödluvan, Mästerkatten i stövlar med flera, går tillbaka till Charles Perraults sagosamling Histoires ou contes du temps passé, avec des moralités: Contes de ma mère l'Oye publicerad 1697. På svenska är samlingen känd som Gåsmors sagor, översatta flera gånger, bland annat av Hjalmar Gullberg 1955. Disney har gjort tecknad film av många gamla sagor.

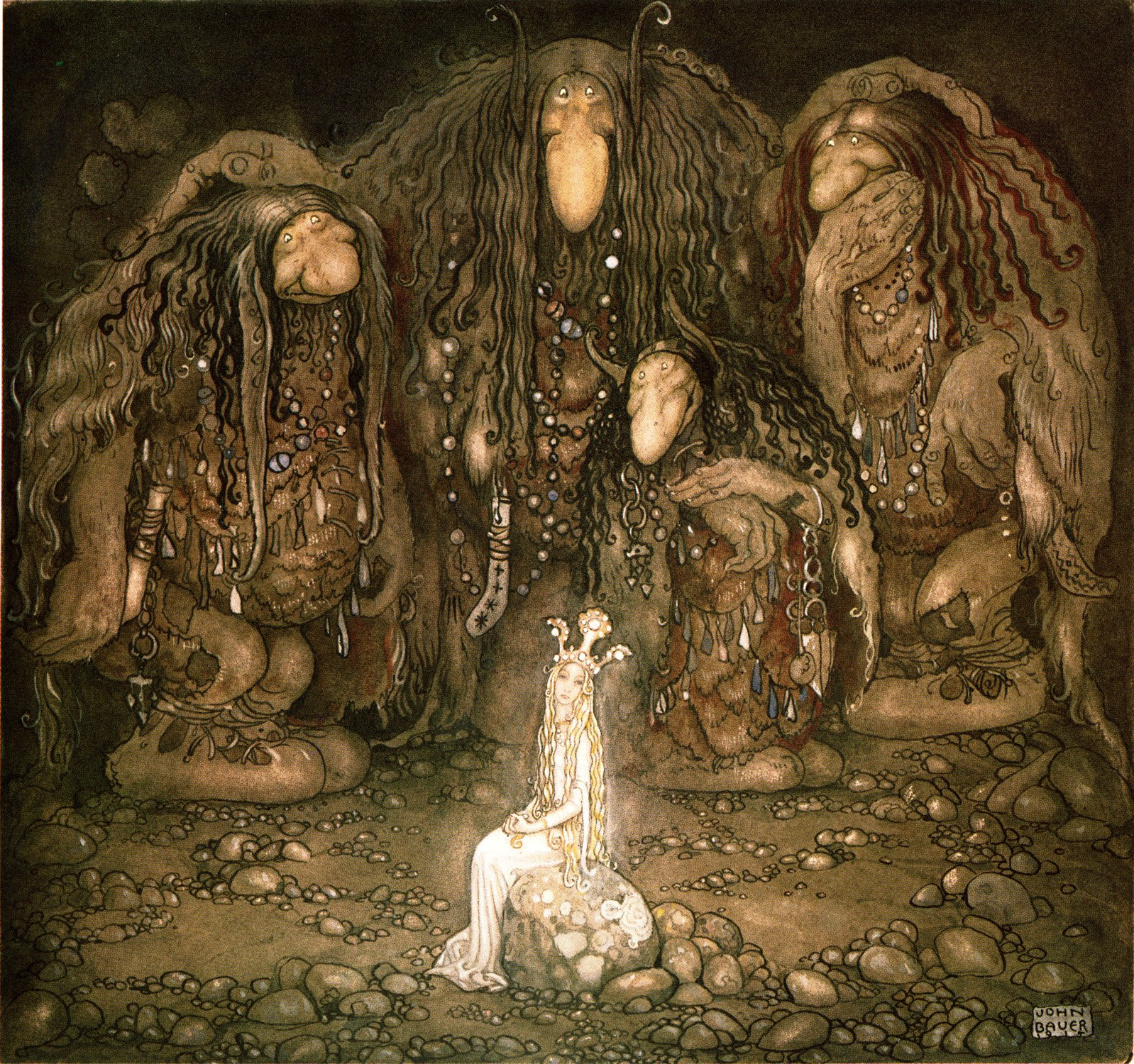
John Bauers illustration av troll och en prinsessa.

Sagorna kallas ofta "folksagor" och deras ursprung förlorar sig i historiens dunkel. Så till exempel är sagan om Askungen och skon hon tappar i trappan känd redan från 800-talet i Kina. Där är skon visserligen inte av glas utan av guld. Det är bevisat att flera Europeiska folksagor är av indiskt ursprung, eller åtminstone kommit från Indien via perser och araber till Europa. Alternativet att de skulle vara av gemensamt indoeuropeiskt eller annat ursprung anses mindre troligt.
Man skiljer mellan folksagan som sprids genom muntlig tradition och konstsagan som har en bestämd upphovsman. Man skiljer även på folksagor, som helt och hållet har ett fantastiskt innehåll ("Det var en gång för länge sedan i ett land långt borta ..."), och folksägner, där verkliga platser och personer figurerar, och som av berättarna ansetts ha varit mer eller mindre sanningsenliga.
En saga är ofta en allegori: en tolkning av den gällande moralen. Historiskt sett förevigar den bestående värderingar (folksagor och klassiska sagor). Rättvisa, hjälpsamhet, mod, företagsamhet och kreativitet framställs i varje saga som berömvärda egenskaper. Sagor skrivs inte bara för barn. Ferenc Móra, den ungerska författaren (ursprungligen journalist) och många andra världen över har ofta skrivit samhällskritik i form av sagor, en ofta använd metod att uttrycka samhällskritik när censuren begränsar yttrandefriheten.
En subgenre till sagan är en undersaga. Undersagan utspelas vanligen i en övernaturlig värld med magiska föremål, troll och jättar.

## Olika typer av sagor
- Fabel
- Godnattsaga
- Folksaga
- Konstsaga

## Kända exempel

### Kända bearbetare avfolksagor
- Charles Perrault
- Bröderna Grimm (främst samlat in och bearbetat gamla folksagor)
- Peter Christen Asbjørnsen

### Kända författare avkonstsagor
- H.C. Andersen
- Astrid Lindgren
- Elsa Beskow
- Tove Jansson
- A.A. Milne
- Gösta Knutsson
- Lennart Hellsing
- Lewis Carroll
- Roald Dahl
- Selma Lagerlöf
- Helena Nyblom

### Kända sagor
- Hans och Greta
- Törnrosa
- Askungen
- Tummelisa
- Mästerkatten i stövlar
- Ali Baba och de 40 rövarna

### Kända sagosamlingar
- Tusen och en natt
- Gåsmors sagor
- Det susar i säven